# Belenois aurota
Belenois aurota är en fjärilsart som först beskrevs av Fabricius 1793.  Belenois aurota ingår i släktet Belenois och familjen vitfjärilar. Inga underarter finns listade i Catalogue of Life.

## Bildgalleri

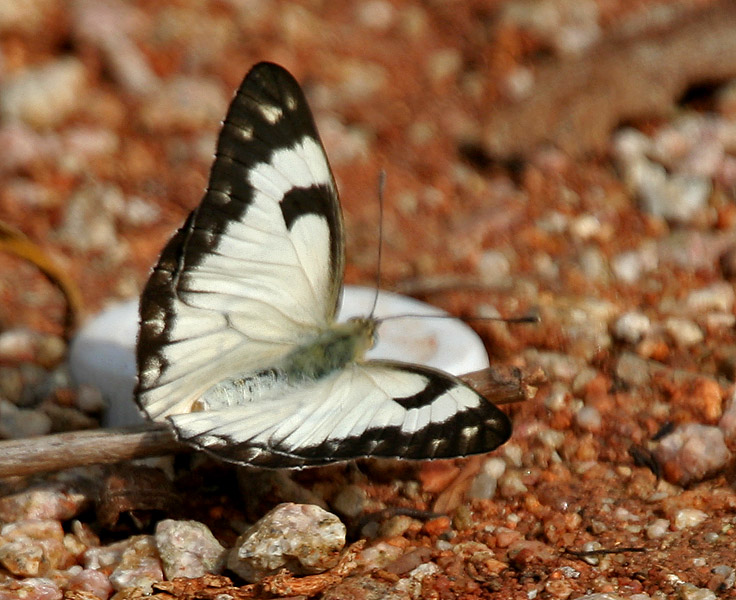
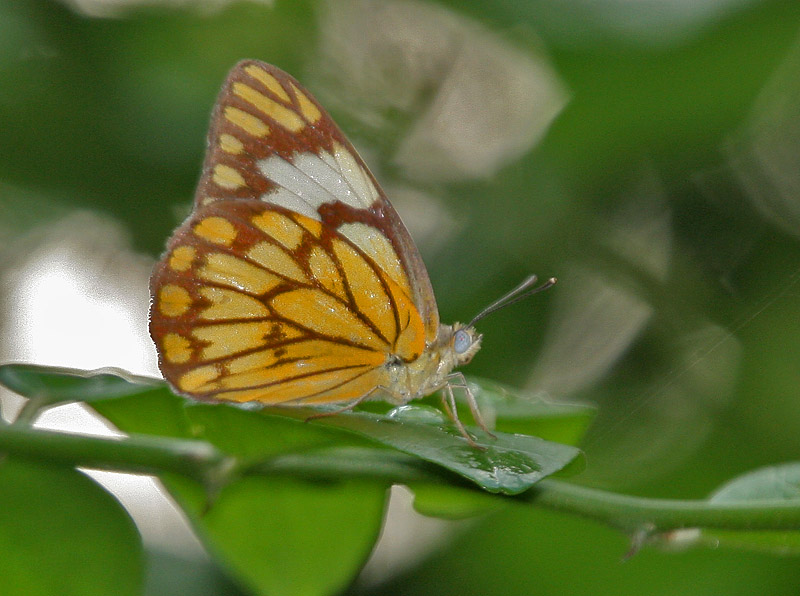
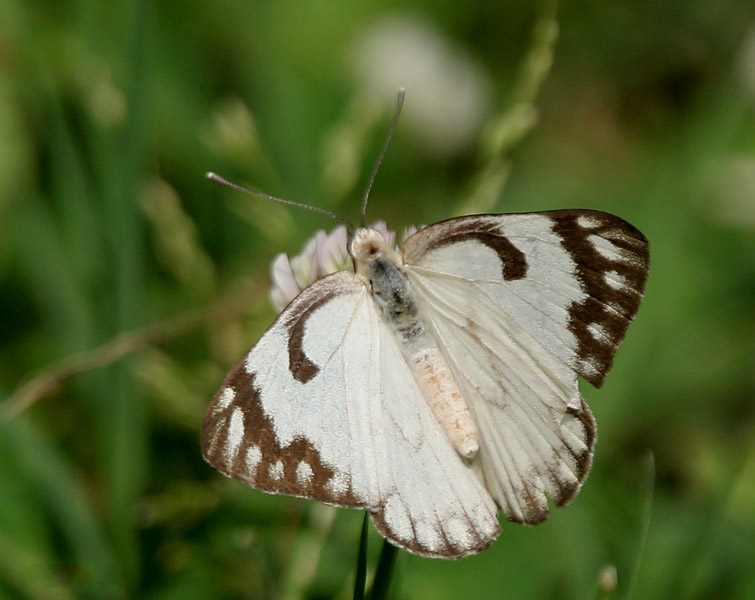
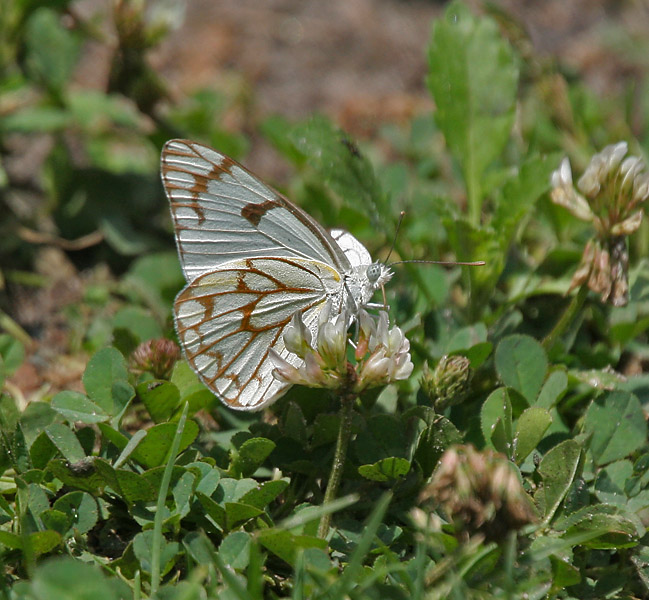
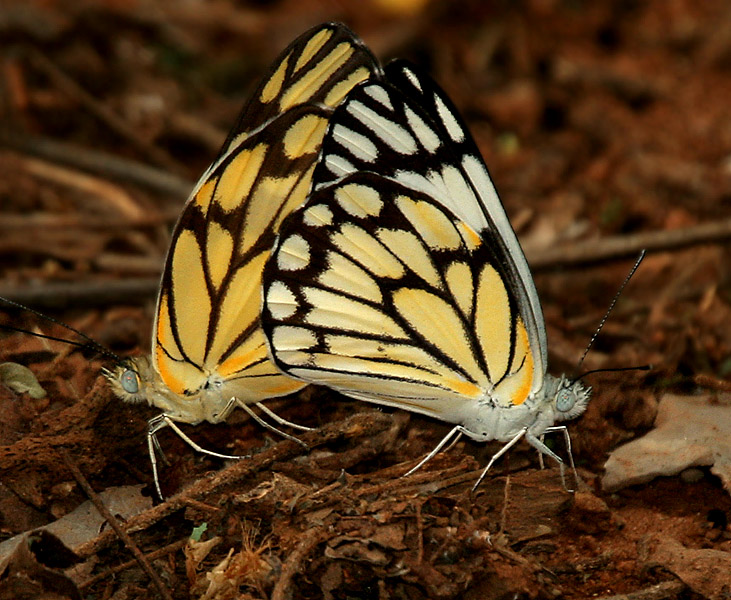
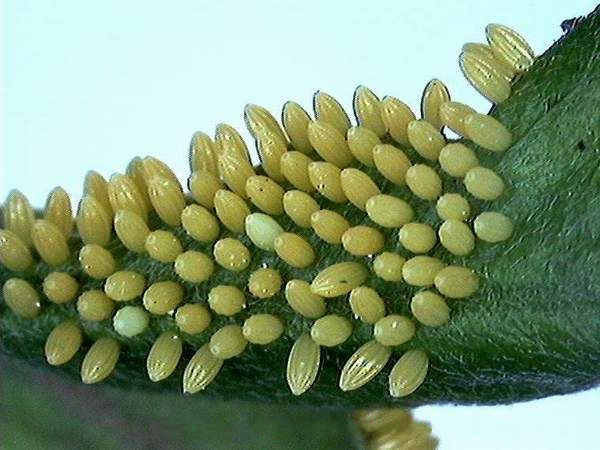